# Dixie Lee Bryant
Dixie Lee Bryant (* 7. Januar 1862 in Louisville, Kentucky; † 18. November 1949 in Asheville, North Carolina) war eine US-amerikanische Geologin und Pädagogin.

## Leben und Wirken
Dixie Lee Bryant schrieb sich nach dem Umzug ihrer Familie nach Columbia, Tennessee, 1886 am Columbia Female Institute ein. Trotz ihres Wunsches, Zugang zu einer vollwertigen akademischen Ausbildung zu erhalten, wurde sie als Frau in der damaligen Zeit von keiner Universität in den Südstaaten zugelassen. 1887 wurde sie am Massachusetts Institute of Technology in Boston aufgenommen. Ihr Studium schloss sie 1891 mit einem Bachelor of Science ab. Sie reichte eine Abschlussarbeit über die Gezeitenregion des Charles River ein und war die erste Studierende (unabhängig vom Geschlecht), die einen Bachelor of Science in der Geologieabteilung des Kurses XII des MIT erhielt.
Nach ihrem Abschluss unterrichtete sie Naturwissenschaften an der State Normal School in Plymouth, New Hampshire. 1892 wurde sie an der North Carolina State Normal Industrial School in Greensboro eingestellt. Dort unterrichtete sie auch Botanik, Geologie und Chemie. Außerdem war sie Tutorin für Studierende mit geringen naturwissenschaftlichen Vorkenntnissen. Sie leitete die naturwissenschaftliche Abteilung bis 1901 und präsentierte auf regionalen Konferenzen Unterrichtstechniken und Methoden der Lehrplanentwicklung. Von ehemaligen Studenten als „eine starke, hellwache, gut ausgebildete junge Frau“ beschrieben, wurde Bryant auch die Gründung des ersten chemischen Labors für Frauen im Bundesstaat North Carolina zugeschrieben. Bryant arbeitete 1894 auch als Lehrkraft in der Sommerschule für Lehrer und Schüler in Chapel Hill, North Carolina, wo sie Physische Geographie und Botanik unterrichtete. 1897 war sie eine von vier Frauen, die sich als erste an der University of North Carolina Chapel Hill einschrieben.
1901 ließ sich Bryant beurlauben. Anfang des Jahres zog sie nach Madison, Wisconsin, um bei Charles R. Van Hise Petrographie zu studieren. Im Herbst 1901 ging sie für die Fortsetzung ihres Studiums nach Deutschland. Sie studierte von 1901 bis 1902 Mikroskopische Petrographie bei Harry Rosenbusch an der Universität Heidelberg. 
Anschließend wechselte sie an die Friedrich-Alexander-Universität Erlangen-Nürnberg, wo sie Physik, Geologie (bei Hans Lenk) und Botanik studierte. Sie promovierte 1904 in Geologie mit einer Arbeit über Gesteine aus Spitzbergen. Damit war sie die erste Frau, die in Erlangen promoviert wurde. Erst ein Jahr vorher hatte Prinzregent Luitpold Frauen erlaubt, sich an bayerischen Universitäten zu immatrikulieren. Deshalb war Bryant anfangs nur Gasthörerin.
Nach ihrer Rückkehr an die State Normal im Jahr 1904 war sie das erste Fakultätsmitglied mit einem Doktortitel. Ihre Zeugnisse führten zu keiner Änderung ihres Gehalts oder Status und infolgedessen verließ sie die Institution 1905. Für den Rest ihrer Karriere unterrichtete Bryant an weiterführenden Schulen in Chicago, insbesondere Hyde Park und Schurz, bis sie sich 1931 nach Asheville, North Carolina, zurückzog. Sie starb 1949.

## Ehrungen
Die FAU Erlangen teilte im Februar 2023 mit, sie habe gegenüber der Stadt Erlangen angeregt, eine Straße nach Bryant zu benennen. Es sei, so Universitätspräsident Joachim Hornegger, eine große Leistung, dass Bryant „für eine Promotion den damals beschwerlichen Weg über den Atlantik in Kauf nahm und sich den Respekt der männlichen Kollegen in der Wissenschaft erkämpfte“.

## Veröffentlichungen
- Dixie Lee Bryant: Beiträge zur Petrographie Spitzbergens. Friedrich-Alexander-Universität Erlangen, Erlangen 1905, OCLC 843335091 (Dissertation).